# Кубадру
Кубадру́ (Кувадру, в верховье — Правая Кубадру) — река, левый приток Башкауса, протекает по территории Улаганского района Республики Алтай в России. Длина реки — 43 км.

## Описание
Кубадру начинается на склонах Курайского хребта от слияния верховий на высоте 2947 м над уровнем моря. Генеральным направлением течения реки является север. Около устья разделяется на два рукава и напротив урочища Усть-Туралу к северо-западу от села Чибиля впадает в Башкаус на высоте 1193 м над уровнем моря.
Притоки (от истока): Теранджик (правый), Куркурек (правый), Левая Кабадру (левый), Караозек (левый), Кызылтуру (правый), Кысхыштубек (левый), Турачет (правый), Сарыачик (левый), Куртуколь (правый).

## Данные водного реестра
По данным государственного водного реестра России, Кубадру относится к Верхнеобскому бассейновому округу, водохозяйственный участок реки — бассейн озера Телецкое, речной подбассейн реки — Бия и Катунь. Речной бассейн реки — (Верхняя) Обь до впадения Иртыша.
Код объекта в государственном водном реестре — 13010100112115100002668.